# Лубенская (приток Коваши)
Лубенская — река в России, протекает по Ломоносовскому району Ленинградской области.
Исток — Лубенское озеро, юго-восточнее Соснового Бора. Устье реки находится в 14 км от устья реки Коваши по левому берегу. Длина реки составляет 12 км.

## Данные водного реестра
По данным государственного водного реестра России относится к Балтийскому бассейновому округу, водохозяйственный участок реки — Реки бассейна Финского залива от северной границы бассейна реки Луги и до южной границы бассейна реки Невы. Относится к речному бассейну реки Нарва (российская часть бассейна), речной подбассейн отсутствует.
Код объекта в государственном водном реестре — 01030000712102000025444.